# Museu del Tèxtil de la Comunitat Valenciana (Ontinyent)
El Museu del Tèxtil de la Comunitat Valenciana va ser inaugurat el desembre de 2022 i actualment està ubicat a l'antiga fàbrica tèxtil Manuel Revert, al costat del riu Clariano a la ciutat d'Ontinyent.
Neix d'un projecte realitzat pel professor de Museografia de la Universitat de València, Rafael Gil juntament amb Marta Berlanga, alumna del màster de Patrimoni Cultural de la Universitat de València, amb la intenció d'explicar com es va fent el tèxtil, amb especial insistència als elements propis d'Ontinyent. L'objectiu del museu era crear una institució que s'encarregués d'investigar, col·leccionar, conservar i exhibir el patrimoni tèxtil de tot el territori valencià.

## Història
El Museu del tèxtil valencià té l'origen, com hem indicat anteriorment en el desig de recopilar en una única entitat el coneixement i la investigació sobre el tèxtil a la Comunitat Valenciana. El sector tèxtil va tenir una gran importància a l'economia valenciana des de molt antic, no es pot oblidar que dins del sector tèxtil s'engloba activitats tan diverses la conversió de matèries primeres d'origen vegetal i animal en fibres, i del teixit d'aquestes, a més de incloure els filats; els teixits de cotó, llana, seda, fibres artificials i diversos; buates i feltres; catifes i mantes; confecció i gèneres de punt. I encara queden poques restes arqueològiques (es pot destacar la presència de l'espart, sobretot a la zona sud del País Valencià, que va fer possible la seva ocupació com a fibra, ja des de l'Edat del Bronze, de la qual es conserven al Museu del Centre Excursionista Eldense espardenyes, fragments de teles de lli, així com sac d'espart, que van formar part de diferents sepulcres d'aquella etapa, també es disposa d'escasses restes de l'època ibèrica, uns fragments carbonitzats de la necròpolis l'Albufereta d'Alacant), són moltes les localitats de la Comunitat Valenciana que des de la més remota antiguitat s'han dedicat a aquestes arts.
Però va ser ja entre finals del segle XIX i inicis del XX, que la indústria tèxtil de la Comunitat creix considerablement, destacant triangle Ontinyent-Alcoi-Bocairent com a centre d'un creixement exponencial de la seva indústria tèxtil.
En tots els casos, l'existència d'un riu ajudava a la instal·lació de molins que permetien la posterior construcció d'empreses tèxtils o del paper (sector industrial que va tenir certa rellevància a la Comunitat, sobretot en zones com Ontinyent). La indústria tèxtil valenciana va arribar a tenir una importància extraordinària arribant a proveir pràcticament a tot Espanya, un període especialment important va ser durant la Guerra Civil, ja que durant el conflicte bèl·lic aquesta indústria tèxtil va proveir de mantes l'exèrcit i els hospitals. Però més tard, i sobretot amb l'entrada d'Espanya a la Unió Europea, la necessitat d'innovació tecnològica per continuar sent competitius va portar moltes firmes a demanar forts préstecs que es van veure incapaços de tornar. Aquest procés va arribar al cim amb el lliure comerç amb la Xina, cosa que va produir l'arribada massiva de productes de pitjor qualitat, però a un cost baix, coincidint en un moment econòmic en què el consumidor preferia preu més baix malgrat la pitjor qualitat.
Aquesta història és la que va motivar que s'elegís Ontinyent com a ciutat on ubicar la seu del Museu Tèxtil de la Comunitat Valenciana.
En un primer moment, l'any 2011, el Museu estava format per una exposició que, temporalment, es va ubicar a la primera planta del Palau de la Vila. Aquesta primera exposició va ser l'embrió de l'actual museu ubicat a l'antiga fàbrica tèxtil de Manuel Revert.
Aquesta segona fase del desenvolupament del Museu tèxtil de la Comunitat Valenciana va rebre el suport de la Diputació de València.
El Museu del Tèxtil de la Comunitat Valenciana va comptar amb totes les administracions públiques, la primera fase, que es va inaugurar oficialment el desembre del 2022, va comptar amb un pressupost de 1,2 milions d'euros (dels quals 900.000 procedien de la Generalitat Valenciana i la resta de l'Ajuntament d'Ontinyent), mentre que per a la segona part, amb un pressupost de 2,3 milions, hi ha 500.000 euros de la Diputació, 600.000 euros de la Unió Europea i 1,2 milions de l'Ajuntament d'Ontinyent.

## Descripció
La col·lecció del museu la componen una sèrie d'objectes relacionats amb la indústria tèxtil durant un període que abasta des del segle XVIII fins als nostres dies, permetent entendre els diferents processos artesanals que es feien servir en la creació de teixits. A l'exposició s'observen telers i màquines que elaboraven i donaven forma als teixits.
El recorregut pel museu mostra tot el procés de l'elaboració tèxtil: una primera part se centra en els instruments, una segona en l'elaboració -composta de tres telers- i una última en els teixits.
La col·lecció està integrada per més de 70 objectes que daten des del segle xviii fins al present, a través dels quals es relaten els processos artesanals de la producció tèxtil. En aquest sentit, el Museu es desenvolupa en quatre espais narratius:
- els instruments
- l'elaboració
- els teixits
- la sala audiovisual.

### Peces
Entre les peces més rellevants del museu sobresurt un llibre, datat del 1311, del qual només es pot contemplar un facsímil, sobre l'ofici dels 'pelaires' de la ciutat de València, des que esquilen la llana fins que la converteixen en mantes o altres teixits.
A l'apartat d'elaboració, destaquen tres telers, tots manuals: un antic a pedals de mantes, un altre d'espolí -amb la màquina de Jacquard i encartonada- i el tercer de vellut.
També es poden contemplar teixits de seda, la major part procedent del taller i col·lecció de Vicente Enguidanos, un dels últims productors valencians.

## Altres instal·lacions
El Museu compta amb un Centre de Documentació i Recerca per a la consulta o cerca d'informació sobre el tèxtil i la seva producció. Centre de Documentació i Formació.